# Livré-sur-Changeon
Livré-sur-Changeon (bret. Liverieg-Kenton) – miejscowość i gmina we Francji, w regionie Bretania, w departamencie Ille-et-Vilaine.
Według danych na rok 1990 gminę zamieszkiwało 1108 osób, a gęstość zaludnienia wynosiła 42 osoby/km² (wśród 1269 gmin Bretanii Livré-sur-Changeon plasuje się na 539. miejscu pod względem liczby ludności, natomiast pod względem powierzchni na miejscu 343.).